# هانتسویل (تنسی)
هانتسویل(به انگلیسی: Huntsville) شهری در ایالت تنسی کشور ایالات متحده آمریکا است که جمعیت آن در سرشماری سال ۲۰۱۰ میلادی، ۱٬۲۴۸ نفر بوده‌است.